# اچ‌ام‌سی‌اس کمروز (کی۱۵۴)
اچ‌ام‌سی‌اس کمروز (کی۱۵۴) (به انگلیسی: HMCS Camrose (K154)) یک کشتی بود که طول آن ۲۰۵ فوت (۶۲٫۴۸ متر) بود. این کشتی در سال ۱۹۴۰ ساخته شد.